# Bataille de Gao (janvier 2013)
Pour les articles homonymes, voir Bataille de Gao.
Guerre du Mali
Batailles
La deuxième bataille de Gao se déroule lors de la guerre du Mali. La nuit du 25 au 26 janvier 2013, les forces spéciales françaises s'emparent du pont de Wabaria et prennent sans combat l'aéroport international de Gao Korogoussou. Après plusieurs heures d'escarmouches, les djihadistes abandonnent la ville de Gao la nuit du 26 au 27 janvier. À l'aube, Gao est prise sans résistance par les forces françaises et maliennes.

## Prélude
Quelques jours après la prise des villes de Konna et de Diabaly, les forces françaises et maliennes poursuivent leur progression sur Tombouctou et Gao. Dans cette dernière ville, environ 60 islamistes avaient été tués le 13 janvier par des bombardements français selon des témoignages d'habitants. Trois jours avant l'attaque, une centaine de commandos des forces spéciales sont envoyés sur place,.
Après la prise de Diabaly, les forces spéciales foncent sur Gao, la plus grande ville du nord du Mali, peuplée d'environ 100 000 habitants. Entre le 21 et le 24 janvier, les Français parcourent 500 kilomètres, la route étant surveillée par l'aviation, et s'arrêtent finalement le soir du 24 à quelques dizaines de kilomètres de Gao.

## Forces en présence
Les forces du MUJAO encore présentes à Gao ne sont plus très importantes, environ 60 combattants divisés en deux groupes défendent le pont de Wabaria qui garde l'entrée sud de la ville. Le premier groupe est posté au niveau d'un péage, le second est placé plus en amont.
Pour prendre la ville, l'armée française engage en première ligne ses forces spéciales (COS). Une cinquantaine d'hommes sont chargés de prendre le pont, d'autres l'aéroport. Au total 88 soldats des forces spéciales prennent part aux combats de Gao. Ils sont issus principalement du 1er régiment de parachutistes d'infanterie de marine (1er RPIMa) et du Commando parachutiste de l'air n° 10 (CPA-10).
Cette force est soutenue par deux hélicoptères Tigre et deux hélicoptères Gazelle, tandis que cinq hélicoptères Puma sont chargés de transporter six groupes de commandos marine.
Derrière les forces spéciales, une importante colonne franco-malienne longue de 15 kilomètres se met également en mouvement sur Gao. Elle ne prendra cependant pas part au combat, l'action des forces spéciales s'avérant suffisante pour chasser les djihadistes de la ville. Côté Français, elle est forte de près de 100 soldats avec six blindés ERC-90. L'armée malienne engage quant à elle 466 soldats commandés par le colonel Samaké avec deux BM-21 et une cinquantaine de pick-up. Au total, la colonne compte 563 soldats maliens et français et 93 véhicules,.

## Déroulement

### Prise du pont de Wabaria
Dans la journée du 25 janvier, les soldats français prennent position et des tireurs d'élite se placent sur un monticule qui domine le village de Wabaria et le fleuve. La ville est surveillée du ciel par des avions C-130 et Atlantic 2,.
Peu avant minuit, les hommes du 1er RPIMa se portent à l'entrée du pont de Wabaria. Les djihadistes envoient alors un pick-up chargé d'explosif qui arrive à environ cinq mètres des positions françaises, mais il est détruit par des tirs qui causent une impressionnante explosion. Une moto est également détruite et quatre djihadistes sont tués.
Soutenus par les tireurs d'élite, les hommes du 1er RPIMa et du CPA10 prennent le contrôle de l'entrée sud du pont, mais ils préfèrent ne pas aller plus loin par crainte des pièges. De leur côté, des avions Rafale interviennent à trois reprises et frappent plusieurs bâtiments du secteur ; ils détruisent également un blindé BRDM-2.

### Prise de l'aéroport
Le 25 janvier, vers 19 heures, l'attaque de l'aéroport de Gao commence par les frappes des avions de chasse contre six bâtiments et deux blindés BTR-60 qui sont détruits.
Puis à 0 h 50, deux hélicoptères Puma déposent une dizaine de soldats du CPA10 chargés d'évaluer la piste.
L'aéroport de Gao n'est pas défendu par les djhadistes, cependant ces derniers ont abandonné sur la piste des carcasses de chars légers PT-76, espérant ainsi empêcher tout atterrissage.
Malgré cela, un espace est repéré comme étant suffisant pour permettre aux appareils de l'escadron Poitou de se poser. En quelques minutes, et malgré l'obscurité, la poussière et les carcasses des blindés, trois avions C-160 Transall et un avion C-130 Hercules effectuent un poser d'assaut et parviennent à débarquer hommes et matériel avant de redécoller,.
Les commandos français se rendent ensuite maîtres de l'aéroport sans avoir à combattre, à leur grande surprise ils constatent que les djihadistes n'ont posé aucun piège sur les lieux.
Quelques heures plus tard, trois autres avions effectuent un poser d'assaut et débarquent 144 hommes du 1er régiment de chasseurs parachutistes (1er RCP). Ces derniers prennent la relève des forces spéciales et se chargent de tenir l'aéroport.

### Escarmouches à Wabaria
Au pont de Wabaria cependant, les combats reprennent dans la matinée. À partir de 4 heures du matin, peu avant l'aube, des échanges de tirs sporadiques ont lieu entre les djihadistes et les soldats français appuyés par des hélicoptères. Des habitants commencent également à sortir de chez eux pour acclamer les soldats,,,.
Certains combattants islamistes profitent de la foule pour se dissimuler et s'approcher des Français, ils sont cependant reconnus et signalés par les civils maliens. Ils tentent alors de se replier dans la végétation, mais ils sont repérés vers 7 heures. Un bref échange de tirs s'ensuit et les quatre djihadistes sont tous fauchés par des mitrailleuses.
Vers 9 heures, un autre pick-up chargé d'explosif et conduit par deux kamikazes fonce sur les troupes françaises, mais il est également détruit à la mitrailleuse par les soldats des forces spéciales,.
Vers 12 heures 30, cinq pick-up djihadistes se présentent près du pont de Wabaria. Ils sont cependant repérés et un tireur d'élite ouvre le feu avec deux balles explosives. L'une d'elles touche une réserve de munitions à l'arrière d'un véhicule, provoquant une forte explosion. Dix combattants islamistes abandonnent alors leurs pick-up et battent en retraite. Les fuyards sont traqués pendant près de quatre heures. Les Français ouvrent le feu avec une mitrailleuse, un mortier et même un hélicoptère Tigre, mais les djihadistes parviennent à s'échapper, seuls deux d'entre eux sont blessés par un tireur d'élite posté à 1 000 mètres.

### Prise de la ville de Gao
Le 26 janvier, l'aéroport de Gao et le pont de Wabaria sont sous contrôle. Cependant la ville, située à 6 kilomètres de l'aéroport, n'est pas immédiatement attaquée. Pendant toute la journée du 26 janvier, les soldats des forces spéciales et les chasseurs parachutistes campent sur leur position. Des djihadistes sont cependant toujours présents dans les environs, des coups de feu et des explosions éclatent occasionnellement. 
Pendant ce temps, la colonne franco-malienne s'est mise en mouvement et avance sur Gao. Les Français sont commandés par un chef de bataillon du 3e régiment de parachutistes d'infanterie de marine (3e RPIMa) et les Maliens par le colonel-major Didier Dacko. Le 26 janvier, vers 6 heures du matin, les premiers éléments de la colonne font leur jonction à Douentza avec les 466 hommes du colonel Samaké. Les Maliens et les Français poursuivent leur route sur 400 kilomètres et gagnent finalement le pont de Wabaria le 27 janvier vers 3 heures du matin.
Les renforts prennent alors la relève des forces du COS. Après deux heures de repos, les soldats franchissent le pont et font la jonction avec les chasseurs parachutistes postés à l'aéroport. Les forces spéciales maliennes et les blindés français entrent ensuite dans la matinée dans la ville de Gao, abandonnée par les djihadistes.   
Les militaires maliens et français sont accueillis en libérateurs par la population de Gao. Cependant dans les jours qui suivent des actes de vengeances sont commis par des habitants, notamment contre des Touareg et des Arabes. Des pillages sont commis et des personnes suspectées d'avoir été proches du MUJAO sont blessées ou arrêtées.
Les hommes du MUJAO abandonnent Gao, mais dans la soirée, vers 22 heures, deux pick-up sont repérés et attaqués au nord de la ville par un hélicoptère Tigre venu de Ouagadougou. Les deux véhicules sont détruits et leurs 10 occupants sont tués selon le colonel Thierry Burkhard, porte-parole de l'état-major français. Mais d'après Jean-Christophe Notin, le nombre des djihadistes tués est plus précisément de 13,.

## Les pertes
Selon l'état-major français, les pertes des djihadistes sont de 25 morts,, dont 15 tués dans les environs du pont de Wabaria et 10 morts au nord de la ville lors de l'attaque de l'hélicoptère contre les pick-up,.
Les Français n'ont aucune perte, seuls deux soldats sont blessés la nuit du 26 au 27 lorsqu'un véhicule du convoi venu de Douentza tombe dans un cratère causé par l'explosion d'un pick-up kamikaze.

## Annexe

### Vidéographie
- [vidéo] Mali : La bataille pour gao est engagée, Euronews, 26 janvier 2013.
- [vidéo] Mali: l'armée reprend le contrôle de Gao, Euronews, 27 janvier 2013.
- [vidéo] Gao est en liesse après la reconquête de la ville du Nord-Mali, Francetvinfo, 27 janvier 2013.
- [vidéo] Mali: Les soldats maliens et français ont repris Gao, Al Qarra, 28 janvier 2013.
- [vidéo] Mali : la ville de Gao libérée - 28/01, BFM TV, 28 janvier 2013.
- [vidéo] Opération Serval : Gao le 28 janvier 2013, vidéo de l'armée française, 28 janvier 2013.
- [vidéo] Le retour du gouverneur à Gao, France Inter, 30 janvier 2013.
- [vidéo] Opération Serval - 30 janvier 2013 : soldats tchadiens en opération au Mali, vidéo de l'armée française, 30 janvier 2013.
- [vidéo] Opération Serval : la prise de Gao, vidéo de l'armée française, 31 janvier 2013.
- [vidéo] Gao : la difficile réconciliation des Maliens ?, France info, 31 janvier 2013.
- [vidéo] Opération Serval : Gao le 5 février 2013 - destruction d'un stock de munitions par les sapeurs de marine du 6e RG., vidéo de l'armée française, 5 février 2013.
- [vidéo] Mali : la fastueuse maison du Mujao à Gao - 19/02, BFM TV, 19 février 2013.